# Students for a Free Tibet

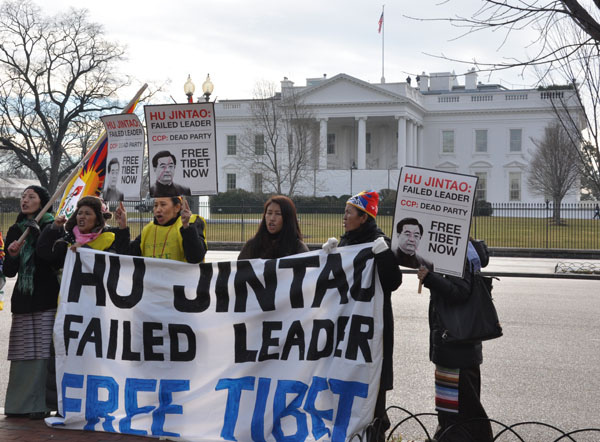
Leden van Students for a Free Tibet protesteren tegen China bij het Witte Huis

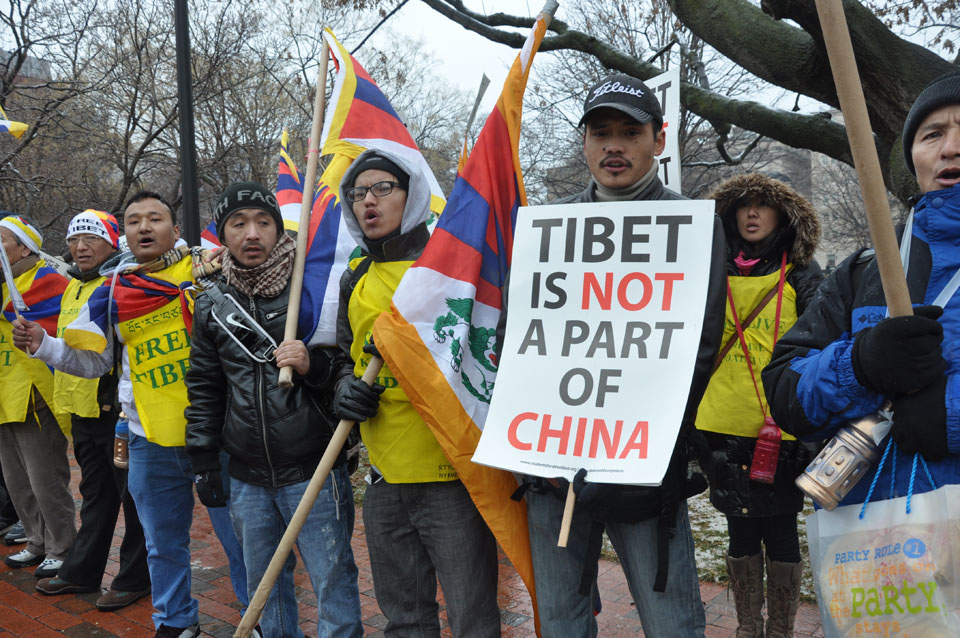
Betogers van Students for a Free Tibet marcheren van de Chinese ambassade in Washington D.C. naar Lafayette Park.

Students For a Free Tibet (SFT) is een wereldwijde niet-gouvernementele organisatie van studenten. De organisatie gebruikt onder meer educatie, en directe actie als middelen in het streven naar een onafhankelijk Tibet. Het doel van de organisatie is aan te dringen op verbetering van de situatie van de mensenrechten in Tibet.
Anno 2009 wordt SFT aangevoerd door Lhadon Tethong. Zij vindt dat de dalai lama een erfenis van onafhankelijkheid moet nalaten, zodat er na zijn dood eenheid onder de Tibetanen blijft. Lhandon Tethong verwacht dat er een scheuring zal ontstaan, wanneer de Tibetanen achterblijven met de erfenis van de middenweg die de dalai lama en de Tibetaanse regering in ballingschap voorstaan. Het middenwegprincipe staat voor een betekenisvolle autonomie binnen China.

## Geschiedenis
Students for a Free Tibet werd in 1994 in New York opgericht door Tibetanen, medestanders en studenten. Oorspronkelijk waren de activiteiten erop gericht, bewustzijn te kweken onder medestudenten en jongeren op campussen en evenementen zoals de muziektour Lollapalooza. Vervolgens was de organisatie sterk betrokken bij de Tibetan Freedom Concerten die werden gebruikt om jongeren te betrekken bij de Internationale Tibetaanse vrijheidsbeweging.
In de jaren 2000 is de organisatie uitgegroeid tot meer dan 650 afdelingen op universiteiten en scholen in meer dan honderd landen, waaronder in Dharamsala in India.